# Distrito II (Managua)
El Distrito II es uno de los 7 distritos que se encuentra dividida la ciudad de Managua, Nicaragua. En el año 2011 tenía una población de 160 048 habitantes y una densidad poblacional de 9 414,5 personas por km². El distrito fue creado el 26 de junio de 2009 bajo la ordenanza municipal N.º 03-2009.

## Geografía
El Distrito II se encuentra ubicada en las coordenadas 12°08′59″N 86°18′44″O / 12.14985, -86.312298.
| Noroeste: Lago Xolotlán  | Norte: Lago Xolotlán | Noreste: Lago Xolotlán |
| Oeste: Ciudad Sandino    |                      | Este: Distrito I       |
| Suroeste: Ciudad Sandino | Sur: Distrito III    | Sureste: Distrito I    |